# Branko Cikatić
Branko Cikatić (Split, 4 de outubro de 1955 – Solin, 22 de março de 2020) foi um kickboxer croata, o primeiro a vencer o K-1 World Grand Prix em 1993 no Japão.
Cikatić chocou os fãs de artes marciais em 30 de abril de  1993 ao vencer a final do K-1 World Grand Prix após derrotar todos os seus três oponentes na mesma noite, incluindo Ernesto Hoost na final. Ele foi o vencedor mais velho do torneio, com 38 anos.
Ele continuou lutando, inclusive em artes marciais mistas em 1998 no Pride Fighting Championships. Sua estreia no Pride foi contra Ralph White no formato de regras K-1. Ele perdeu por desqualificação após um chute na cabeça. Ele retornou no Pride 2, para lutar sob as regras das artes marciais mistas contra Mark Kerr. Ele também foi desclassificado nesta ocasião. Sua próxima luta no Pride 7 terminou em derrota por finalização para Maurice Smith.
Ele faleceu aos sessenta e quatro anos em 22 de março de 2020.